# Географија Маурицијуса
Маурицијус је острво на југоисточној обали Африке које се налази у Индијском океану, источно од Мадагаскара. Геолошки се налази унутар Сомалијске плоче.

## Статистика
Локација:
Јужна Африка, острво у Индијском океану, источно од Мадагаскара
Површина:

укупна:
2.040 km²

копна:
2.030 km²

вода:
10 km²
Морска обала:
177 km
Коришћење земљишта:

обрадива површина:
49,26%

површине за вишесезонске култивисане биљке:
2,96%

пашњаци:
3%

шуме:
22%

остало:
23% (1993 est.)
Наводњено земљиште:
200 km² (1998)

## Клима
Локална клима је тропска, модификована југоисточним пасатима; постоји топла, сува зима од маја до новембра и топло, влажно и влажно лето од новембра до маја. Антициклони утичу на земљу од маја до септембра.

Циклони погађају Маурицијус током новембра-априла. Холанда (1994) и Дина (2002) су два најгора од новијих циклона која су погодила острво.
| Клима Порт Луја                              | Клима Порт Луја | Клима Порт Луја | Клима Порт Луја | Клима Порт Луја | Клима Порт Луја | Клима Порт Луја | Клима Порт Луја | Клима Порт Луја | Клима Порт Луја | Клима Порт Луја | Клима Порт Луја | Клима Порт Луја | Клима Порт Луја |
| Показатељ \ Месец                            | .Јан.           | .Феб.           | .Мар.           | .Апр.           | .Мај.           | .Јун.           | .Јул.           | .Авг.           | .Сеп.           | .Окт.           | .Нов.           | .Дец.           | .Год.           |
| -------------------------------------------- | --------------- | --------------- | --------------- | --------------- | --------------- | --------------- | --------------- | --------------- | --------------- | --------------- | --------------- | --------------- | --------------- |
| Апсолутни максимум, °C (°F)                  | 35 (95)         | 33 (91)         | 32 (90)         | 31 (88)         | 29 (84)         | 28 (82)         | 27 (81)         | 27 (81)         | 28 (82)         | 31 (88)         | 33 (91)         | 35 (95)         | 35 (95)         |
| Максимум, °C (°F)                            | 31,5 (88,7)     | 31,4 (88,5)     | 31,5 (88,7)     | 30,7 (87,3)     | 29,3 (84,7)     | 27,6 (81,7)     | 26,7 (80,1)     | 26,8 (80,2)     | 27,7 (81,9)     | 28,8 (83,8)     | 30,2 (86,4)     | 31,1 (88)       | 29,44 (85)      |
| Минимум, °C (°F)                             | 24,1 (75,4)     | 24,0 (75,2)     | 23,8 (74,8)     | 23,0 (73,4)     | 21,5 (70,7)     | 19,9 (67,8)     | 19,3 (66,7)     | 19,1 (66,4)     | 19,4 (66,9)     | 20,4 (68,7)     | 21,8 (71,2)     | 23,2 (73,8)     | 21,63 (70,92)   |
| Апсолутни минимум, °C (°F)                   | 17 (63)         | 18 (64)         | 17 (63)         | 14 (57)         | 13 (55)         | 11 (52)         | 11 (52)         | 10 (50)         | 11 (52)         | 13 (55)         | 14 (57)         | 17 (63)         | 10 (50)         |
| Количина кише, mm (in)                       | 131 (5,16)      | 160 (6,3)       | 83 (3,27)       | 87 (3,43)       | 48 (1,89)       | 24 (0,94)       | 18 (0,71)       | 19 (0,75)       | 17 (0,67)       | 15 (0,59)       | 24 (0,94)       | 85 (3,35)       | 711 (28)        |
| Дани са кишом (≥ 1.0 mm)                     | 9               | 10              | 8               | 7               | 6               | 4               | 4               | 5               | 3               | 3               | 3               | 6               | 68              |
| Сунчани сати — месечни просек                | 248             | 226             | 217             | 240             | 248             | 210             | 217             | 217             | 240             | 279             | 270             | 279             | 2.891           |
| Извор #1: World Meteorological Organization. |                 |                 |                 |                 |                 |                 |                 |                 |                 |                 |                 |                 |                 |
| Извор #2: BBC Weather                        |                 |                 |                 |                 |                 |                 |                 |                 |                 |                 |                 |                 |                 |

## Терен
Пејзаж земље састоји се од мале обалне равнице која се уздиже до дисконтинуираних планина које окружују централну висораван. Маурицијус је скоро потпуно окружен гребенима који могу представљати поморску опасност. Главно острво је вулканског порекла.
Најистакнутије планине укључују:
Врх Мале Црне реке
Ле Морн Брабант
Тамаринд Турет
Стражарска кућа (Корпс де Гарде)
Ле Пус
Петер Бот